# 헤브론의료원
헤브론의료원(영어: Hebron Medical Center, HMC)은 2007년 캄보디아 프놈펜에 설립된 국제 비영리 병원이며, 캄보디아 정부에 정식 등록된 기관이다. 이 병원은 대한민국 소아과 전문의 김우정·박정희 선교사 부부가 동료 의료진과 함께 기독교 정신을 바탕으로 무료 클리닉으로 시작해 설립하였다.

## 역사
헤브론의료원은 2006년 서울 충무교회의 파송을 받은 김우정·박정희 선교사 부부에 의해 설립 준비가 시작되었다. 이후 2007년, 캄보디아 프놈펜 지역에서 내과, 소아과, 통증의학과, 치과 등 외래 진료를 중심으로 한 클리닉 형태의 의료 활동이 시작되었다.
2010년에는 연면적 약 3,300㎡ 규모의 병원이 신축되며 입원 병동과 수술실을 갖춘 종합병원으로 확대되었고, 2013년에는 한국 내 비영리법인 ‘사단법인 위드헤브론’이 설립되어 병원의 지속 가능한 운영을 지원하기 시작했다.
이후 헤브론의료원은 전문 진료 분야와 인재 양성 기능을 확장해나갔다. 2014년에는 심장센터를 개소하고, 캄보디아 의과대학 졸업자를 대상으로 한 레지던트 수련 프로그램을 도입하였다. 2015년에는 프놈펜 내 간호대학을 설립하고, 경희대의료원 등과 협력하여 간호학생 대상 한국 초청연수 프로그램을 진행하였다.
2017년에는 KBS 1TV 특집 다큐멘터리 「어꾼 헤브론」이 방영되며 국내에 의료원의 활동이 소개되었고, 같은 해 병원 본관의 상층부 증축과 더불어 선천성심장병 아동을 위한 수술 후 통합 돌봄 프로그램 CAP(Care After Program)을 본격적으로 운영하기 시작하였다. 2019년에는 병원 본관의 4층과 5층을 증축하고, 호스피스 병동과 신장투석센터를 신설하여 진료 영역을 확장하였다.

## 수상경력
- 2017년ㅣ한경직목사기념상 봉사상 수상 (김우정 원장, (사)한경직목사기념사업회·(재)슈페리어재단)[14]
- 2020년ㅣ한미참의료인상 수상 (김우정 원장, 한미약품㈜)[15]
- 2021년ㅣ일가상 사회공익 부문 수상 (김우정 원장, (재)일가재단)[16]
- 2021년ㅣ아산상 대상 수상 (김우정 원장, 아산사회복지재단)[17]

- 2022년ㅣ여의대상 길봉사상 수상 (이영돈 병원장, 한국여자의사회)[18]
- 2022년ㅣ언더우드 선교상 수상 (김우정 원장, 연세대학교 언더우드기념사업회)[19]